# Reinen

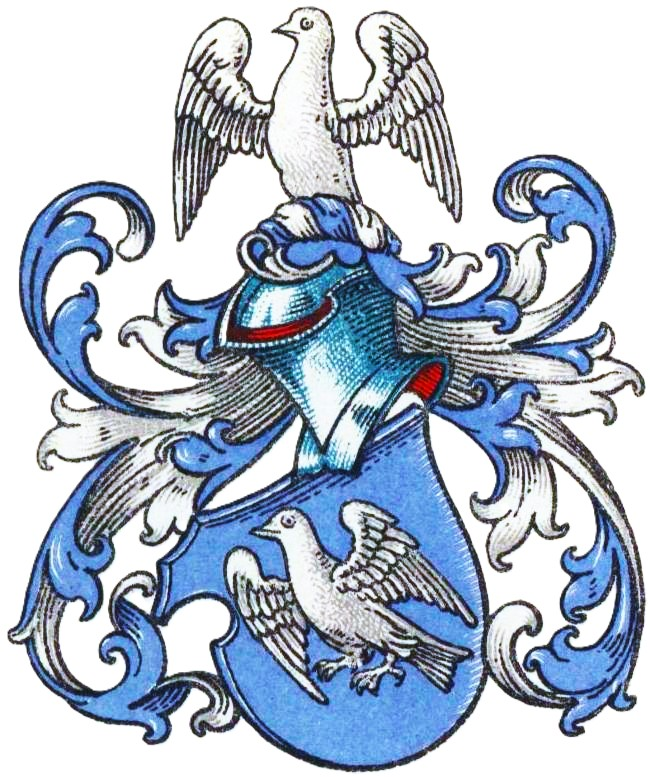
Wappen derer von Reinen im Wappenbuch des Westfälischen Adels

Reinen (auch: Renen, Reenen o. ä.) ist der Name eines erloschenen westfälischen Adelsgeschlechts.

## Geschichte
Das Geschlecht stammt aus Unna. Bereits 1280 werden mit Johann von Reinen, Domherr zu Münster, und Ritter Erpo von Reinen zwei Familienmitglieder in einer münsterschen Urkunde erwähnt. Letzterer trat 1308 auch als Ritter Erpo von Rheine auf. Anton Fahne vermutet daher, dass die Patrizier von Reinen zu Unna aus denen von Rheine aus dem gleichnamigen Ort Rheine an der Ems entstanden sind.
Weitere Familienmitglieder waren 1485 Johann von Reenen, 1501 Henrich von Reinen und 1521–1539 Tilman von Reinen, sämtlich Bürgermeister von Unna. Heinrich Adrian von Reinen war 1540 mit Elseke von der Berswordt, Tochter von Nicolaus von der Berswordt und einer von Lemgow, verheiratet. Ihre Kinder waren Detmar, ein weiterer Sohn, Catharina († 1574), verheiratet mit Wennemar von Eberswin, sowie eine weitere Tochter, die mit einem von Torck verheiratet war. Ein Johann von Reinen war 1580 mit Anna von Brechte verheiratet. Ihre Tochter Elisabeth war die Ehefrau von Cord Lobbecke.
1556 bis 1561 wurde der Unnaer Altbürgermeister Johann von Reinen von Catharina von Reinen, Witwe des Wennemar von Eberswin, und ihren zwei Söhnen zu Kettinghausen wegen der Teilung der Nachlässe von Detmar von Reinen, Pastor und Kanoniker an St. Aposteln zu Köln, und Gertrud von Berswordt, geistliche Jungfer im Bracken zu Dortmund, insbesondere den Hof am Kirchhof zu Bönen betreffend, verklagt. Derselbe Altbürgermeister Johann von Reinen führte zwischen 1559 und 1563 auch mit seiner Tochter Catharina von Reinen, Profeßjungfer im Kloster Paradiese zu Soest, wegen ihres Anteils am Nachlass der Mutter Katharina Brechte aus Hamm einen Streit vor Gericht. 1570/3 wiederum erscheint ein Johann von Reinen als Bürgermeister zu Unna, als er wegen des Nachlasses seines Sohns Detmar († 1563) Klage von seinen Töchtern Catharina von Reinen, verheiratet mit Gotthard Grüter, und Elisabeth von Reinen, Profeßjungfer im Kloster Paradiese zu Soest verklagt wurde.
Laut Max von Spießen ist das Geschlecht Reinen um 1600 erloschen.

## Wappen
Blasonierung: In Blau ein silberner auffliegender Vogel. Auf dem blau-silbern bewulsteten Helm mit blau-silbernen Helmdecken der Vogel wachsend, der rechte Flügel silbern, der linke blau.